# 전주 경기전 정전
전주 경기전 정전(全州 慶基殿 正殿)은 대한민국 전북특별자치도 전주시 완산구 태조로 44에 있는 조선 시대의 묘사(廟祠)이다. 조선 왕조의 개창자인 태조(太祖) 이성계(李成桂)의 어진을 모신 건물이다. 1991년 1월 9일 대한민국 사적 339호로 승격되었고, 2008년 12월 1일 대한민국의 보물 제1578호로 지정되었다.

## 역사
전주는 전주 이씨인 조선 왕실의 본관지로써 조선이 세워진 뒤에는 조정으로부터 우대받았다. 태종(太宗) 10년(1410년) 어용전(御容殿)이라는 이름으로 처음 경기전이 세워졌으며, 조선 태조의 어진을 이곳에 봉안하게 되었다.
전주 외에도 계림 · 평양에도 어용전을 세워 태조의 영정을 봉안하였는데, 세종(世宗) 24년(1442년) 각지의 어용전들의 이름을 개칭하면서 전주의 어용전은 처음으로 경기전이라는 이름으로 개칭하였다.
경기전 관원으로는 영(令, 종5품) 1명, 참봉(參奉, 종9품) 1명이 배속되었다.

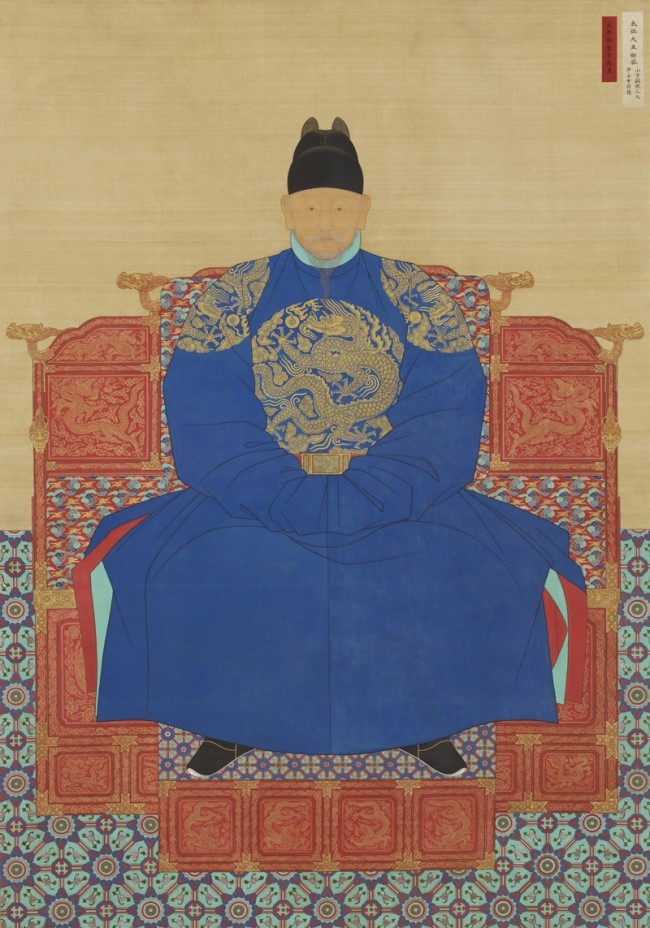
경기전에 소장된 조선 태조의 어진(대한민국 국보 제317호).

임진왜란 때 불탄 것을 광해군(光海君) 6년(1614년)에 중건하였는데, 이때 경기전에 봉안되어 있던 태조 어진을 경기전 참봉 오희길이 태인 유생 안의, 손홍록등과 함께 빼내 전주사고(全州史庫)의 실록(實錄)과 함께 내장산에 숨겼고, 전쟁이 끝난 뒤에 다시 조정에 바쳐 경기전에 봉안하였다. 동학농민혁명 때에는 전주의 판관 민영승(閔泳昇)에 의해 조경묘의 위패와 함께 위봉산성으로 일시 옮겨지기도 했다. 이때 전주성을 점령한 동학 농민군을 진압하는 과정에서 조정의 초토사 홍계훈이 이끄는 관군이 4월 28일에 전주 남쪽 봉우리에서 전주성 안을 향해 대포를 쏘는 와중에 경기전 경내까지 대포가 날아들어 건물의 처마가 부서지고 조경단이 파손되자, 당시 전주를 점령하고 있던 농민군의 지도자였던 접주 전봉준(全琫準)은 초토사 홍계훈에게 보내는 소지문(訴志文)에서 "전주감영에 대포 쏜 것이 저희 죄라고는 하지마는 성주를 시켜 대포를 쏘아 경기전을 무너뜨린 것은 옳으며, 군대를 동원해서 문죄를 한다면서 무고한 백성을 살해하는 것은 옳습니까?"라고 이를 비난하기도 했다.
조선 조정은 경기전의 태조 어진을 모본으로 다시 어진을 모사하였다. 조선 숙종-(肅宗) 14년(1688년) 모사를 위해 서울로 이안(移安)했다가 전주로 돌려보냈으며, 서울에서 새로 모사된 태조 어진은 서울 영희전(永禧殿)에 봉안되었으며, 고종(高宗) 9년(1872년) 경기전의 어진이 낡자 영희전의 어진을 모본으로 다시금 어진을 모사하여 경기전에 봉안하게 되었다.
일제 강점기 시대 경기전은 이왕직(李王職)에 속했으며, 전주 이씨에 한해서만 참배가 허락되었다.
경기전은 그 주변 일대와 더불어 사적으로 지정된 외에 경기전 자체의 건물만은 1971년 전라북도의 유형문화재 2호로 지정되었는데, 1990년부터 70억 원의 예산을 들여 경기전 서쪽에 위치하고 있던 중앙국민학교(현 전주중앙초등학교)를 성심여중고 부지로 이전하고 해당 부지에 사고, 전사청, 시위청, 수문장청 등을 복원한다는 계획이 세워졌으며, 1991년 1월 9일 대한민국 사적 339호로 승격되었고 2008년 12월 1일 보물 제1578호로 승격 지정되었다.

## 관련 문헌
- 『태종실록』
- 『세종실록』
- 『대전회통』
- 『증보문헌비고』

## 같이 보기
- 전주 이씨
- 이성계

## 참고 자료
- 전주 경기전 정전 - 국가유산청 국가유산포털